# Christian Sommerhalder
Christian Sommerhalder (* 26. September 1969 in Bern) ist ein Schweizer Musiker und Komponist.
Sommerhalder studierte am Centre Musical et Créatif in Nancy Gitarre und an der Hochschule der Künste Bern Musik und Medienkunst. Unter dem Namen Tonkopf komponiert und produziert er Musik und Sounddesign für audiovisuelle Medien, interdisziplinäre und musikalische Projekte.

## Werk

### Filmmusik
- 2002 – Aipotu, Regie: Hugo Siegrist / Markus Baumann
- 2004 – Kleines Tibet im Wallis, Regie: Marc Marti
- 2005 – Kino Central, Regie: Daniel Howald
- 2005 – Der Tod meiner Mutter oder 5 Versuche, einen Film zu machen (La mort de ma mère), Regie: Chantal Milles
- 2007 – Das Geheimnis von Murk, Regie: Sabine Boss

### Bühnenmusik
- 2002 – Nach dem Regen, Regie: Lavinia Frey
- 2003 – 100 bis, Regie: Matthias Fankhauser
- 2004 – Knut & Hagen, Regie: Peter Zumstein / Jost Krauer
- 2004 – Dianne & Ramco, Regie: Marco Delgado / Nadine Fuchs
- 2005 – Der talentierte Mr. Ripley, Regie: Daniel Howald
- 2007 – Der kleine dicke Ritter, Regie: Nina Hesse Bernhard
- 2008 – Pamplona, Regie: Reto Finger
- 2008 – Grausam, Regie: Peter Zumstein

### Bandprojekte
- 1998–2002 – Die Lobby
- seit 2006 – Lieblingslieder
- seit 2007 – Büro Amsterdam
- seit 2010 – Climbing Tree